# Donald R. Hodel
Donald R. Hodel, född 1953 är en amerikansk botaniker som är specialiserad på palmer. Han är anställd vid University of California, Los Angeles.
Auktorsnamnet Hodel kan användas för Donald R. Hodel i samband med ett vetenskapligt namn inom botaniken; se Wikipediaartiklar som länkar till auktorsnamnet.